# 팔복원
팔복원은 1981년 설립된 대한민국의 출판사이다. 《월간 자동차》와 《월간 주유소》, 《월간 당구(현 빌리어즈)》 등 잡지와 채명신, 이한림 장군 자서전을 비롯한 군사안보 전문서적을 출간했다. 국방과 정치, 군사안보를 다루는 인터넷신문 《제너럴포스트》를 운영 중이다.

## 주요 사업
- 잡지 발행
- 군사 안보 전문서적 출판
- 인터넷신문 운영

## 대표 출판 서적
- 《베트남전쟁과 나》: 채명신 저
- 《세기의 격랑》: 이한림 저
- 《전쟁영웅 채명신 장군》: 박경석 저
- 《진실은 하나: 제2연평해전의 실체적 진실》: 한철용 저
- 《군사대국중국》: 문성묵 저
- 《괴물제국 중국》: 여영무 저
- 《중국전략론》: 중국국방대학, 박종원 저
- 《세계명장 51인의 지혜와 전략》: 여영무 저
- 《북한정책론》: 김기수 저
- 《유기견 진순이와 장군 주인》: 한철용 저
- 《탐라 의녀 홍윤애와 유배 선비 조정철》: 한철용 저
- 《독도를 일본에 빼앗기지 않으려면》: 이선호 저
- 《이순신의 리더십》: 이선호 저
- 《승전의 고대병법 성공의 현대전략》: 이선호 저
- 《한국군 무엇이 문제인가》: 이선호 저
- 《한국국방의 세계화》: 이선호 저
- 《박경석 뉴 리더십 특강》: 박경석 저
- 《카멜레온 왕조와 평양의 딜레마》: 손도심 저
- 《일본의 전통과 군사사상》: 하정열 저
- 《한반도 통일 후 군사 통합 방안》: 하정열 저
- 《역사를 만든 한국의 명연설1》: 허도산 저
- 《북한군사연구》: 장명순 저
- 《국제안보환경과 국가군사전략》: 유영옥 저
- 《조국아 사랑아》: 이재태 저
- 《압록강에서 고향땅을 바라보며》: 백행걸 저
- 《독일은 서독보다 더 크다》: 서현덕 저
- 《백마고지의 광영》: 김영선 저
- 《역사에 매듭짓고》: 김영선 저
- 《어머니와의 약속》: 주성로 저
- 《북한 중국 외국인투자관련법》: 이계만 저
- 《통일의 길 그 예고된 혼돈》: 남주홍 저
- 《고대병법 현대전략》: 이선호 저
- 《상록수에 흐르는 바람》: 박경석 저
- 《꽃처럼》: 박경석 저
- 《남경대학살》: 박옥상 저
- 《한국위기관리론》: 조영갑 저
- 《진중일기》: 이재태 저
- 《아 푸른견장》: 이재태 저
- 《아 어찌 잊으랴 그 날들을》: 강승희 저